# District de Gasabo

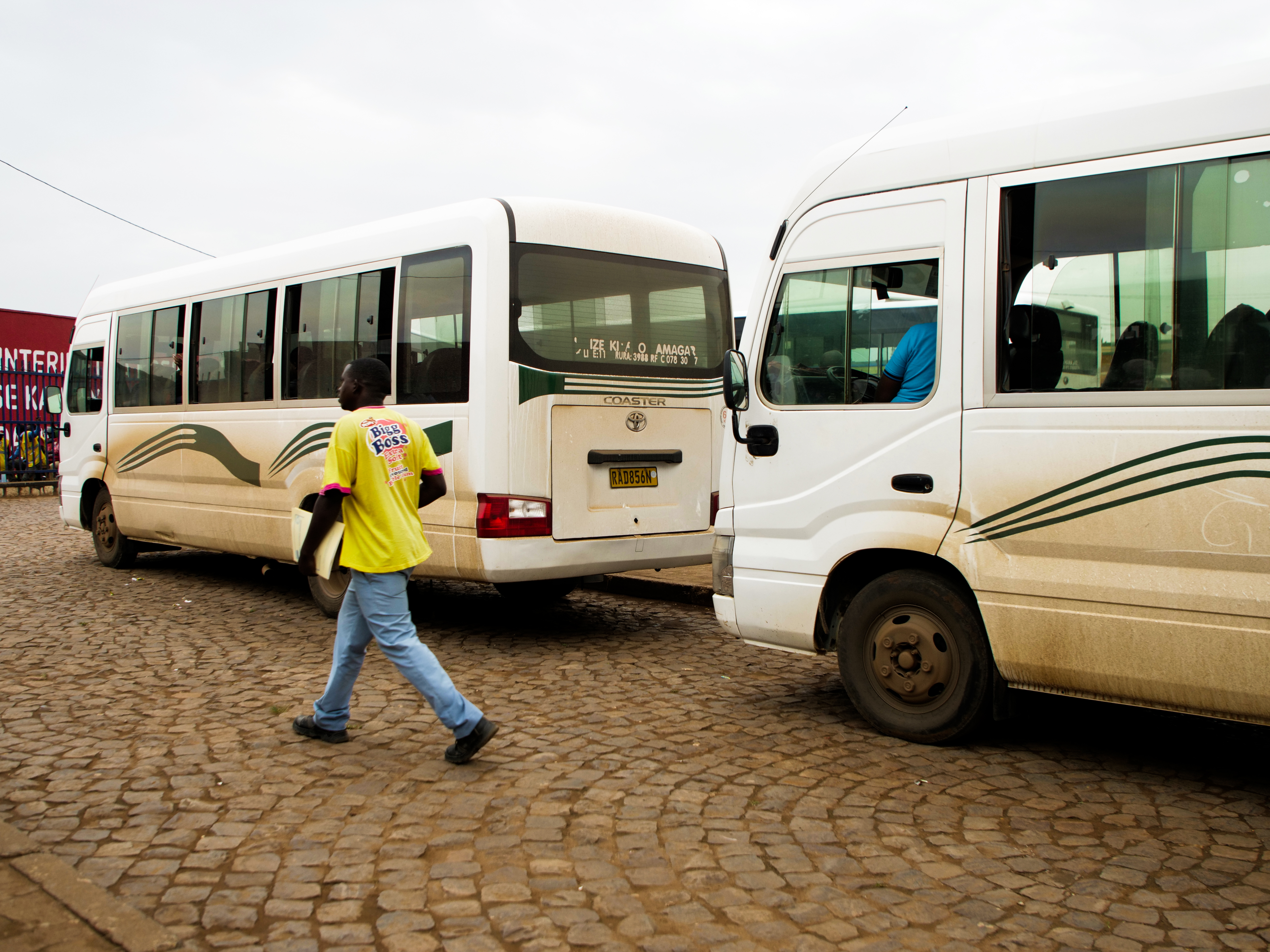
Gare routière de Kimironko.

Le district de Gasabo  est un district qui se trouve dans la province de Kigali Ville au Rwanda.

## Secteurs du district
1. Bumbogo
2. Gatsata
3. Gikomero
4. Gisozi
5. Jabana
6. Jali
7. Kacyiru
8. Kimihurura
9. Kimironko
10. Kinyinya
11. Ndera
12. Nduba
13. Remera
14. Rusororo
15. Rutunga [1]

## Administration
Le district de Gasabo décide de rénover ses infrastructures conformément au plan directeur de la ville de Kigali. Sont concernés notamment les écoles, les routes.
Depuis 2024, l'administrateur exécutif du district de Gasabo est Bernard Bayasese,.